# Poromivka, Volodarsk-Volînskîi
Poromivka (în ucraineană Поромівка) este localitatea de reședință a comunei Poromivka din raionul Volodarsk-Volînskîi, regiunea Jîtomîr, Ucraina.

## Demografie
Componența lingvistică a localității Poromivka
     Ucraineană (97,22%)
     Rusă (2,49%)
     Alte limbi (0,3%)
Conform recensământului din 2001, majoritatea populației localității Poromivka era vorbitoare de ucraineană (97,22%), existând în minoritate și vorbitori de rusă (2,49%).